# بيتر لاثام
بيتر لاثام (بالإنجليزية: Peter Latham) مواليد 8 يناير 1984 في نيوزيلندا، هو دراج نيوزلندي. شارك في دورة الألعاب الأولمبية الصيفية. شارك وحقق ميدالية في دورة ألعاب الكومنولث.

## الميداليات
| الميدالية | المسابقة                                    |
| --------- | ------------------------------------------- |
| برونزية   | دورة ألعاب الكومنولث 2006                   |
| برونزية   | بطولة العالم للدراجات على المضمار 2009      |
| برونزية   | بطولة العالم للدراجات على المضمار 2010      |
| برونزية   | بطولة العالم لسباق الدراجات على الطريق 2005 |

## روابط خارجية
- بيتر لاثام على موقع الاتحاد الدولي للدراجات (الإنجليزية)
- بيتر لاثام على موقع أرشيف الدراجات (الإنجليزية)
- بيتر لاثام على موقع إحصائيات الدراجات الإحترافية (الإنجليزية)
- بيتر لاثام على موقع نسبة الدراجات (الإنجليزية)
- بيتر لاثام على موقع أوليمبيديا (الإنجليزية)
- بيتر لاثام على موقع اللجنة الأولمبية النيوزيلندية (الإنجليزية)